# Serriphaedusa
Serriphaedusa is een geslacht van weekdieren uit de  familie van de Clausiliidae.

## Soorten
De volgende soorten zijn bij het geslacht ingedeeld:
- Serriphaedusa diaphana Hunyadi & Szekeres, 2016
  - = Serriphaedusa (Nannophaedusa) diaphana Hunyadi & Szekeres, 2016
- Serriphaedusa fusiformis Hunyadi & Szekeres, 2016
  - = Serriphaedusa (Nannophaedusa) fusiformis Hunyadi & Szekeres, 2016
- Serriphaedusa ishibei Hunyadi & Szekeres, 2016
  - = Serriphaedusa (Serriphaedusa) ishibei Hunyadi & Szekeres, 2016
- Serriphaedusa ookuboi H. Nordsieck, 2007
- Serriphaedusa ootanii Hunyadi & Szekeres, 2016
  - = Serriphaedusa (Serriphaedusa) ootanii Hunyadi & Szekeres, 2016
- Serriphaedusa pseudookuboi H. Nordsieck, 2016
- Serriphaedusa serrata (Deshayes, 1870)

## Gesynonimiseerd
- Serriphaedusa violacea Grego & Szekeres, 2011 => Serriphaedusa serrata violacea Grego & Szekeres, 2011